# Wereldkampioenschap motorcross voor vrouwen
Het Wereldkampioenschap motorcross voor vrouwen (FIM Women's Motocross World Championship), kortweg WMX, is een kampioenschap dat georganiseerd wordt door de Fédération Internationale de Motocyclisme. 

## Kampioenschap
Van 2005-2007 werd de competitie onder de noemer wereldbeker verreden, vanaf 2008 als het wereldkampioenschap. Van 2005-2010 werden de races tegelijkertijd met een aantal wedstrijden in het wereldkampioenschap motorcross voor mannen in de MX1 en MX2 klassen verreden, van 2011-2013 tegelijkertijd met een aantal wedstrijden van de MX3-klasse. Vanaf 2014, na opheffing van de MX3-klasse, weer met een aantal van de MXGP (de voormalige MX1) en MX2.
Er kan worden deelgenomen op motoren in de MX2-klasse (tweetaktmotoren tot 125cc of viertaktmotoren tot 250cc). De manches in dit kampioenschap gaan over 20 minuten plus twee ronden (in plaats van de 30 minuten bij de mannen).

## Top-3 eindklassement
| Wereldbeker             | Wereldbeker                | Wereldbeker                 | Wereldbeker                  |
| Jaar                    | 1e plaats                  | 2e plaats                   | 3e plaats                    |
| ----------------------- | -------------------------- | --------------------------- | ---------------------------- |
| 2005                    | Stephanie Laier (KTM)      | Katherine Prumm (Kawasaki)  | Livia Lancelot (Yamaha)      |
| 2006                    | Katherine Prumm (Kawasaki) | Stephanie Laier (KTM)       | Livia Lancelot (Yamaha)      |
| 2007                    | Katherine Prumm (Kawasaki) | Livia Lancelot (Kawasaki)   | Maria Franke (Kawasaki)      |
| FIM Wereldkampioenschap |                            |                             |                              |
| Jaar                    | Wereldkampioene            | 2e plaats                   | 3e plaats                    |
| 2008                    | Livia Lancelot (Kawasaki)  | Stephanie Laier (KTM)       | Maria Franke (Kawasaki)      |
| 2009                    | Stephanie Laier (KTM)      | Larissa Papenmeier (Suzuki) | Natalie Kane (KTM)           |
| 2010                    | Stephanie Laier (KTM)      | Livia Lancelot (KTM)        | Larissa Papenmeier (Suzuki)  |
| 2011                    | Stephanie Laier (KTM)      | Kiara Fontanesi (Yamaha)    | Larissa Papenmeier (KTM)     |
| 2012                    | Kiara Fontanesi (Yamaha)   | Natalie Kane (KTM)          | Britt van der Wekken (Honda) |
| 2013                    | Kiara Fontanesi (Yamaha)   | Meghan Rutledge (Kawasaki)  | Stephanie Laier (Kawasaki)   |
| 2014                    | Kiara Fontanesi (Yamaha)   | Meghan Rutledge (Kawasaki)  | Livia Lancelot (Kawasaki)    |
| 2015                    | Kiara Fontanesi (Yamaha)   | Livia Lancelot (Kawasaki)   | Nancy van de Ven (Yamaha)    |
| 2016                    | Livia Lancelot (Kawasaki)  | Nancy van de Ven (Yamaha)   | Larissa Papenmeier (Suzuki)  |
| 2017                    | Kiara Fontanesi (Yamaha)   | Livia Lancelot (Kawasaki)   | Courtney Duncan (Yamaha)     |
| 2018                    | Kiara Fontanesi (Yamaha)   | Nancy van de Ven (Yamaha)   | Larissa Papenmeier (Suzuki)  |
| 2019                    | Courtney Duncan (Kawasaki) | Nancy van de Ven (Yamaha)   | Larissa Papenmeier (Yamaha)  |
| 2020                    | Courtney Duncan (Kawasaki) | Nancy van de Ven (Yamaha)   | Larissa Papenmeier (Yamaha)  |
| 2021                    | Courtney Duncan (Kawasaki) | Nancy van de Ven (Yamaha)   | Kiara Fontanesi (GasGas)     |
| 2022                    | Nancy van de Ven (Yamaha)  | Lynn Valk (Yamaha)          | Larissa Papenmeier (Yamaha)  |
| 2023                    | Courtney Duncan (Kawasaki) | Daniela Guillén (GasGas)    | Lotte van Drunen (Kawasaki)  |
| 2024                    | Lotte van Drunen (Yamaha)  | Daniela Guillén (GasGas)    | Kiara Fontanesi (GasGas)     |
| 2025                    |                            |                             |                              |

### Medaillespiegels
| Nr | Coureur              | Goud | Zilver | Brons | Totaal |
| -- | -------------------- | ---- | ------ | ----- | ------ |
| 1  | Kiara Fontanesi      | 6    | 1      | 2     | 9      |
| 2  | Stephanie Laier      | 4    | 2      | 1     | 7      |
| 3  | Courtney Duncan      | 4    | -      | 1     | 5      |
| 4  | Livia Lancelot       | 2    | 4      | 3     | 9      |
| 5  | Katherine Prumm      | 2    | 1      | -     | 3      |
| 6  | Nancy van de Ven     | 1    | 5      | 1     | 7      |
| 7  | Lotte van Drunen     | 1    | -      | 1     | 2      |
| 8  | Meghan Rutledge      | -    | 2      | -     | 2      |
| 8  | Daniela Guillén      | -    | 2      | -     | 2      |
| 9  | Larissa Papenmeier   | -    | 1      | 7     | 8      |
| 10 | Natalie Kane         | -    | 1      | 1     | 2      |
| 11 | Lynn Valk            | -    | 1      | -     | 1      |
| 12 | Maria Franke         | -    | -      | 2     | 2      |
| 13 | Britt van der Wekken | -    | -      | 1     | 1      |

| Nr | Constructeur | Goud | Zilver | Brons | Totaal |
| -- | ------------ | ---- | ------ | ----- | ------ |
| 1  | Yamaha       | 8    | 7      | 7     | 22     |
| 2  | Kawasaki     | 8    | 6      | 5     | 19     |
| 3  | KTM          | 4    | 4      | 3     | 11     |
| 4  | Suzuki       | -    | 1      | 3     | 4      |
| 5  | GasGas       | -    | 2      | 1     | 3      |
| 6  | Honda        | -    | -      | 1     | 1      |

## GP winnaars
N.B. Betreft wereldkampioenschap 2008-2024.
| 2008 #1 Bulgarije: Livia Lancelot #2 Italië: Stephanie Laier #3 Frankrijk: Stephanie Laier #4 Duitsland: Stephanie Laier #5 Benelux: Livia Lancelot | 2009 #1 Bulgarije: Livia Lancelot #2 Portugal: Livia Lancelot #3 Catalonië: Stephanie Laier #4 Frankrijk: Livia Lancelot #5 Duitsland: Stephanie Laier #6 Zweden: Stephanie Laier #7 Nederland: Stephanie Laier | 2010 #1 Bulgarije: Stephanie Laier #2 Portugal: Stephanie Laier #3 Catalonië: Stephanie Laier #4 Frankrijk: Stephanie Laier #5 Duitsland: Larissa Papenmeier #6 Tsjechië: Livia Lancelot #7 Italië: Larissa Papenmeier |

| 2011 #1 Bulgarije: Stephanie Laier #2 Griekenland: Stephanie Laier #3 Finland: Kiara Fontanesi #4 Umbrië: Stephanie Laier #5 Slowakije: Stephanie Laier #6 Slovenië: Stephanie Laier #7 Frankrijk: Kiara Fontanesi | 2012 #1 Nederland: Kiara Fontanesi #2 Frankrijk: Livia Lancelot #3 Italië: Kiara Fontanesi #4 Kroatië: Kiara Fontanesi #5 Slovenië: Kiara Fontanesi #6 Slowakije: Kiara Fontanesi #7 Groot-Brittannië: Livia Lancelot #8 Duitsland: Livia Lancelot | 2013 #1 Nederland: Kiara Fontanesi #2 Slovenië: Kiara Fontanesi #3 Italië: Kiara Fontanesi #4 Groot-Brittannië: Natalie Kane #5 Tsjechië: Kiara Fontanesi #6 Slowakije: Meghan Rutledge |

| 2014 #1 Qatar: Meghan Rutledge #2 Trentino: Kiara Fontanesi #3 Nederland: Meghan Rutledge #4 Frankrijk: Livia Lancelot #5 Duitsland: Meghan Rutledge #6 Tsjechië: Livia Lancelot | 2015 #1 Qatar: Livia Lancelot #2 Thailand: Kiara Fontanesi #3 Groot-Brittannië: Livia Lancelot #4 Frankrijk: Kiara Fontanesi #5 Duitsland: Kiara Fontanesi #6 Tsjechië: Nancy van de Ven | 2016 #1 Qatar: Courtney Duncan #2 Europa: Nancy van de Ven #3 Duitsland: Livia Lancelot #4 Frankrijk: Nancy van de Ven #5 Lombardije: Kiara Fontanesi #6 Zwitserland: Courtney Duncan #7 Nederland: Courtney Duncan |

| 2017 #1 Indonesië: Courtney Duncan #2 Trentino: Kiara Fontanesi #3 Frankrijk: Livia Lancelot #4 Tsjechië: Courtney Duncan #5 Nederland: Nancy van de Ven #6 Pays de Montbéliard: Kiara Fontanesi | 2018 #1 Trentino: Larissa Papenmeier #2 Portugal: Courtney Duncan #3 Duitsland: Courtney Duncan #4 Lombardije: Nancy van de Ven #5 Nederland: Kiara Fontanesi #6 Italië: Kiara Fontanesi | 2019 #1 Nederland: Amandine Verstappen #2 Portugal: Courtney Duncan #3 Tsjechië: Courtney Duncan #4 Italië: Courtney Duncan #5 Turkije: Courtney Duncan |

| 2020 #1 Groot-Brittannië: Courtney Duncan #2 Nederland: Larissa Papenmeier #3 Lombardije: Larissa Papenmeier #4 Città di Mantova:v #5 Trentino: Courtney Duncan | 2021 #1 Tsjechië: Courtney Duncan #2 Vlaanderen: Shana van der Vlist #3 Turkije: Courtney Duncan #4 Afyon: Kiara Fontanesi #5 Spanje: Courtney Duncan #6 Trentino: Larissa Papenmeier | 2022 #1 Lombardije: Nancy van de Ven #2 Portugal: Lynn Valk #3 Sardinië: Shana van der Vlist #4 Spanje: Courtney Duncan #5 Turkije: Courtney Duncan |

| 2023 #1 Sardinië: Daniela Guillén #2 Zwitserland: Courtney Duncan #3 Spanje: Courtney Duncan #4 Frankrijk: Courtney Duncan #5 Nederland: Lotte van Drunen #6 Turkije: Courtney Duncan | 2024 #1 Spanje: Daniela Guillén #2 Sardinië: Lotte van Drunen #3 Galicië: Lotte van Drunen #4 Duitsland: Larissa Papenmeier #5 Italië: Lynn Valk #6 Nederland: Lotte van Drunen #7 Turkije: Daniela Guillén |  |

### Lijst van GP winnaars
N.B. Betreft wereldkampioenschap 2008-2024.
| Courtney Duncan: 23 Kiara Fontanesi: 21 Stephanie Laier: 16 Livia Lancelot: 15 Larissa Papenmeier: 7 Nancy van de Ven: 6 Lotte van Drunen: 4 Meghan Rutledge: 4 Daniela Guillén: 3 Lynn Valk: 2 Shana van der Vlist: 2 Natalie Kane: 1 Amandine Verstappen: 1 |

## Belgische en Nederlandse resultaten

### Eindpodium
In 2012 behaalde Britt van der Wekken als eerste Nederlandse vrouw met de derde plaats het podium in het eindklassement. Nancy van de Ven volgde haar hierin in 2015 op, ook met een derde plaats op het eindpodium. In 2016 en van 2018-2021 voegde ze hier vijf tweedeplaatsen aan toe. In 2022 werd Van de Ven de eerste Nederlandse wereldkampioene, op plaats twee eindigde dat jaar haar landgenote Lynn Valk. In 2023 werd Lotte van Drunen de vierde Nederlandse die met haar derde plaats in de rangschikking het eindpodium beklom. In 2024 werd ze de tweede Nederlandse wereldkampioene.

### GP-podium
In 2011 behaalde Britt van der Wekken in de GP van Slowakije (in Senkvice) als eerste Nederlandse vrouw met de derde plaats het podium in een WK-wedstrijd, in 2012 evenaarde ze deze prestatie tweemaal. In 2015 eindigde Nancy van de Ven een keer als derde, als tweede en als eerste. Deze zege werd behaald in de GP van Tsjechië (in Loket verreden). Dit was de eerste GP-zege behaald door een Nederlandse vrouw. In de zelfde wedstrijd eindigde Amandine Verstappen als derde en was daarmee de eerste Belgische vrouw het podium in een WK-wedstrijd. In 2016 eindigde Van de Ven in zes van de zeven wedstrijden op het podium waaronder de eerste plaats in de GP van Europa (in Valkenswaard verreden) en de GP van Frankrijk, en verder een tweede plaats en drie derde plaatsen. In 2017 werd Verstappen eenmaal tweede, won Van de Ven de GP van Nederland en werd eenmaal tweede en derde. Nicky van Wordragen (2e plaats) en Shana van der Vlist (3e plaats) eindigden eenmaal op een GP-podium, beide in de GP van Indonesië. In 2018 eindigde Van de Ven in vier van de zes wedstrijden op het podium waaronder de zege in de GP van Lombardije, twee tweede plaatsen en een derde plaats. In 2019 werd Verstappen de eerste Belgische die een grand prix won (de GP van Nederland). Van de Ven eindigde alle vijf de wedstrijden op het podium met twee tweede en drie derde plaatsen. In 2020 werd Van de Ven drie keer tweede en een keer derde. In 2021 won Shana van der Vlist als tweede Nederlandse een GP (de GP van Vlaanderen) en eindigde ook een keer als tweede. Lynn Valk werd een keer derde (GP van Vlaanderen) en Van de Ven behaalde een tweede en twee derde plaatsen. In 2022 won Van de Ven de GP van Lombardije en werd twee keer tweede en een keer derde. Valk won als derde Nederlandse een GP (de GP van Portugal) en eindigde een keer als tweede. Van der Vlist won de GP van Sardinië. In het seizoen 2023 behaalde Lotte van Drunen als vierde Nederlandse een grand prix overwinning (de GP van Nederland) en daarnaast twee tweede plaatsen. Valk werd twee keer tweede en een keer derde. In 2024 waren het weer Van Drunen en Valk die het podium betraden in het zeven wedstrijden tellende kampioenschap. Van Drunen won de GP van Sardinië, de GP van Galicië en de GP van Nederland en werd een keer tweede en een keer derde. Valk won de GP van Italië (die over 1 race werd verreden) en werd drie keer derde.
| Naam                 | 1e | 2e | 3e |
| -------------------- | -- | -- | -- |
| Nancy van de Ven     | 5  | 13 | 12 |
| Lotte van Drunen     | 4  | 3  | 1  |
| Lynn Valk            | 2  | 3  | 5  |
| Shana van der Vlist  | 2  | 1  | 1  |
| Amandine Verstappen  | 1  | 1  | 1  |
| Nicky van Wordragen  |    | 1  |    |
| Britt van der Wekken |    |    | 3  |

## Belgische deelname
(*) = eindklassering in klassement (punten behaald).
| Coureur              | Jaar: race no. (*) |  |
| -------------------- | --- |  |
| Elien De Winter      | 2007: 1,2,3 2008: 1,2,3,4,5 (8e) 2009: 1,2,3,4,5,6,7 (10e) 2010: 1,2,3,4,5,6,7 (9e) 2011: 1 (21e) |  |
| Brenda Wagemans      | 2007: 1,2,3 2008: 1,2,3,4,5 (12e) 2009: 1,2,3,4,5,6,7 (12e) 2010: 5,6 (27e) 2011: 1 (27e) 2019: 1,3 (30e) 2020: 1 (38e) 2021: 1,2                                                                                        |  |
|                      | |  |
| Morane de Barquin    | 2009: 1,2,3,4,5,6,7 2010: 1,2,3,4,5,6,7 (26e) 2011: 1,2,3,4,5,6,7 (14e) 2012: 1,3,4,5,6,8 (17e) |  |
| Jessica Van De Velde | 2009: 1,2,3,4,5,7 2010: 1,2,3,4,5,7 2013: 1 2016: 6 |  |
|                      | |  |
| Sonia van Hoof       | 2010: 1,2,3 |  |
|                      | |  |
| Laura Dubois         | 2012: 8 |  |
|                      | |  |
| Amandine Verstappen  | 2014: 3 2015: 1,2,3,4,5,6 (4e) 2016: 1,2,3,4,5,6 (6e) 2017: 1,2,3,4,5,6 (6e) 2018: 1,2,3,4,5,6 (6e) 2019: 1,2,3,4,5 (4e) 2020: 1,2,4 (14e) 2021: 1,2,3,4,5,6 (6e) 2022: 1,2,3,4,5 (6e) 2023: 1,2,4 (19e) 2024: 5,6 (26e) |  |
|                      | |  |
| Britt Muylem         | 2018: 5 2019: 1 2020: 1,2 2021: 2 |  |
|                      | |  |
| Samina Vermaut       | 2021: 2 |  |
|                      | |  |
| Elise De Baere       | 2023: 5 2024: 6 |  |
| Maite Stroo          | 2023: 5 |  |
|                      | |  |
| Maxime Breugelmans   | 2024: 6 |  |

## Nederlandse deelname
(*) = eindklassering in klassement (punten behaald).
| Coureur                  | Jaar: race no. (*) |  |
| ------------------------ | --- |  |
| Marielle de Mol          | 2006: 2 2007: 1,2,3 2008: 1,2,3,4,5 (7e) 2009: 1,2,3,4,5,6,7 (7e) 2010: 1,2,3,4,5,6,7 (7e) 2011: 1,2,3,4,5,6,7 (6e) 2013: 1 (24e) |  |
| Marianne Veenstra        | 2006: 2 2007: 1,2,3 2008: 1,2,3,5 (7e) 2009: 1,2,3,4,5,6,7 (8e) 2010: 1,2,3,4,5,6,7 (14e) 2011: 1,2,3 (16e) 2012: 1,2,3,4,5,6,8 (6e) 2013: 1,2,3,4,5,6 (10e) 2014: 1,2,3,4,5,6 (9e) 2015: 2,3,4,5 (10e) 2016: 7 (35e)                                       |  |
|                          | |  |
| Karin Adriaanse-Goetheer | 2007: 3 2008: 1,2 (33e) 2009: 7 |  |
| Mirjam Pol               | 2007: 3 |  |
| Steffany Staman          | 2007: 3 |  |
| Britt van der Wekken     | 2007: 1,2,3 2008: 1,2,3,4,5 (21e) 2009: 1,2,3,4,5,6,7 (19e) 2010: 1,2,3,4,5,6,7 (12e) 2011: 1,2,3,4,5,6,7 (4e) 2012: 1,2,3,4,5,6,7,8 (3e) 2013: 1,2,3,4,5,6 (8e) 2016: 2,4,6 (33e)                                                                          |  |
| Nicky van Wordragen      | 2007: 1,2,3 2008: 1,2,3,5 (11e) 2009: 1,2,3,4,5,6,7 (11e) 2010: 1,2,3,4,5 (16e) 2011: 7 (30e) 2013: 1 (21e) 2016: 7 (27e) 2017: 1,2,3,4,5 (7e) 2019: 1,2,3 (10e)                                                                                            |  |
|                          | |  |
| Desiree de Groot         | 2008: 1,2,3,5 (29e) 2009: 7 (32e) |  |
| Nina Klink               | 2008: 4,5 (27e) 2009: 1,2,3,4,5,6,7 (33e) 2012: 1,2,3,4,7,8 (10e) 2013: 1,2,3,4,5,6 (11e) 2014: 2,3,4,5,6 (16e) |  |
| Shirley Verkade          | 2008: 1,2,3,4,5 (18e) 2009: 1,2,3,4,5,6,7 (21e) 2010: 1,2,3,4,5,6,7 (11e) 2011: 1,2,3,4,5,6,7 (11e) |  |
| Leoni Zondag             | 2008: 5 |  |
|                          | |  |
| Kimberley Braam          | 2009: 7 (29e) 2010: 5,6,7 (35e) 2011: 1,4,5,6,7 (15e) 2012: 1,2,3,4,5,6 (13e) 2013: 1,2,3,4,5 (14e) 2014: 1,2,3,4,5,6 (14e) 2015: 1,2,3,4,5,6 (14e) 2016: 2,3,4,5,6,7 (15e) 2017: 2,3,4,5,6 (20e) 2018: 1,2,3,4,5 (19e) 2020: 2 (34e) 2021: 1,2 (35e)       |  |
| Jacqueline Hanegraaf     | 2009: 7 |  |
| Danielle van Kempen      | 2009: 7 |  |
|                          | |  |
| Kelly van Oosanen        | 2012: 1 (52e) |  |
| Stephanie Stoutjesdijk   | 2012: 1,2,3,4,5,6,7,8 (21e) 2013: 1,2,3,4,5 (25e) 2014: 3,4,5,6 (27e) 2015: 3,4,5,6 2016: 2,3,4,5,6,7 (41e) 2017: 2,3,4 2018: 3,4,5,6 (30e) 2019: 1,2,3,4 (27e) 2020: 1,2,3,4,5 (30e) 2021: 1,2,5,6 (36e) 2023: 3,4                                         |  |
|                          | |  |
| Nancy van de Ven         | 2013: 1,2,3,4,5,6 (5e) 2014: 1,2,3,4,5,6 (5e) 2015: 1,2,3,4,5,6 (3e) 2016: 1,2,3,4,5,6,7 (2e) 2017: 1,2,3,4,5,6 (4e) 2018: 1,2,3,4,5,6 (2e) 2019: 1,2,3,4,5 (2e) 2020: 1,2,3,4,5 (2e) 2021: 1,2,3,4,5,6 (2e) 2022: 1,2,3,4,5 (1e) 2023: 1,2,3 (15e) 2024: 6 |  |
| Karen van Dijk           | 2013: 3 |  |
| Demi Goezinnen           | 2013: 1 2014: 3 2016: 5,6 |  |
| Mandy Koning             | 2013: 1 2014: 3,4,5,6 (30e) 2016: 2 |  |
| Lianne Muilwijk          | 2013: 1 2016: 2,3,5,6,7 (21e) 2017: 5 (30e) 2018: 3,4 (34e) |  |
| Britt van der Werff      | 2013: 1 (35e) 2014: 3,6 (22e) 2015: 4,5,6 (18e) 2016: 2,3,5,6,7 (10e) 2017: 1,2,3,4,5,6 (17e) 2019: 2,3,4 (11e) 2020: 1,2 (19e) 2023: 5 |  |
|                          | |  |
| Shana van der Vlist      | 2015: 3,4,5,6 (21e) 2016: 1,2,3,4,5,6,7 (8e) 2017: 1,2,3,4 (10e) 2018: 1,2,3,4,5,6 (7e) 2019: 1,2,3,4,5 (6e) 2020: 1,2,3,4,5 (6e) 2021: 1,2,3,4,5,6 (5e) 2022: 1,2,3,4,5 (4e) 2023: 1,2,3,5,6 (10e) 2024: 1,2,3,4 (10e)                                     |  |
|                          | |  |
| Eline Burgmans           | 2016: 2,3 2017: 5 (31e) 2018: 1,3,4,5,6 (20e) 2019: 2,3 |  |
| Larissa Elema            | 2016: 7 (47e) |  |
| Gwenda Haans             | 2016: 1,2 (34e) |  |
| Ilse Hoensen             | 2016: 7 2017: 5 2018: 5 |  |
| Lara de Kruif            | 2016: 2,7 (36e) 2017: 5 (38e) 2018: 1,5 (37e) |  |
| Tessa de Olde            | 2016: 7 |  |
|                          | |  |
| Manon Ligtlee            | 2017: 5 |  |
|                          | |  |
| Amber Simons             | 2018: 5,6 (35e) 2019: 1,3 (32e) 2020: 1,2 (32e) 2022: 1,2 (29e) 2023: 5 (29e) 2024: 2,6 (27e) |  |
| Lynn Valk                | 2018: 1,2,3,4,5,6 (11e) 2019: 1,2,3,4,5 (7e) 2020: 1,2,3,4,5 (5e) 2021: 1,2,3,4,5,6 (7e) 2022: 1,2,3,4,5 (2e) 2023: 1,2,3,4,5,6 (4e) 2024: 1,2,3,4,5,6,7 (3e)                                                                                               |  |
| Demi Verploegh           | 2018: 1,4,5 (29e) 2019: 1,2,3,4 2020: 1,2 (35e) 2021: 1,2,5,6 2022: 1 |  |
|                          | |  |
| Kaylee van Dam           | 2019: 1 2023: 5 |  |
| Britt Jans-Beken         | 2019: 1,3 (34e) 2020: 1,2,3 (16e) 2021: 1,2,3,4,5,6 (14e) 2022: 1,2,3,4,5 (12e) 2023: 1,2,3,4,5,6 (8e) 2024: 1,2,6 (25e) |  |
| Cynthia Swets            | 2019: 1 2020: 2 |  |
|                          | |  |
| Jenitty van der Beek     | 2021: 1,2,3,4 (27e) 2022: 2,5 (24e) 2023: 1,2,3,4 (37e) |  |
| Danee Gelissen           | 2021: 1,2,5,6 (28e) 2022: 1,3,4,5 (20e) 2023: 1,2,3,4,5,6 (11e) 2024: 1,2,3,4,5,6,7 (9e) |  |
| Mandy Vogelzang          | 2021: |  |
|                          | |  |
| Lotte van Drunen         | 2022: 5 (22e) 2023: 1,2,3,4,5,6 (3e) 2024: 1,2,3,4,5,6,7 (1e) |  |
|                          | |  |
| Britt Siemerink          | 2023: 5 |  |
| Suzy Tausch              | 2023: 2 |  |
| Maureen Zweers           | 2023: 5 2024: 6 |  |
|                          | |  |
| Tara Noordmans           | 2024: 6 |  |
| Lynn Snoek               | 2024: 6 |  |

1957 · 
1958 · 
1959 · 
1960 · 
1961 · 
1962 · 
1963 · 
1964 · 
1965 · 
1966 · 
1967 · 
1968 · 
1969 · 
1970 · 
1971 · 
1972 · 
1973 · 
1974 · 
1975 · 
1976 · 
1977 · 
1978 · 
1979 · 
1980 · 
1981 · 
1982 · 
1983 · 
1984 · 
1985 · 
1986 · 
1987 · 
1988 · 
1989 · 
1990 · 
1991 · 
1992 · 
1993 · 
1994 · 
1995 · 
1996 · 
1997 · 
1998 · 
1999 · 
2000 · 
2001 · 
2002 · 
2003 · 
2004 · 
2005 · 
2006 · 
2007 · 
2008 · 
2009 · 
2010 · 
2011 · 
2012 · 
2013 · 
2014 · 
2015 · 
2016 · 
2017 · 
2018 · 
2019 ·
2020 ·
2021 ·
2022 ·
2023 ·
2024 ·
2025